# Muharram
Muharram (arabiska: المحرّم, lit. förbjuden) är den första månaden i den muslimska kalendern och inleds med det islamiska nyåret. Det är en av årets fyra heliga månader, och anses vara den heligaste månaden efter fastemånaden ramadan. Som en av de fyra heliga månaderna anses krigföring vara förbjudet under muharram. Muharram benämns ibland även som Guds månad eller Allahs månad.
Historiskt har en rad viktiga händelser inom islam skett under muharram. I början av månaden uppmärksammas hijra, som var profeten Muhammeds utvandring från Mekka till Medina år 622. Den tionde dagen i muharram uppmärksammas ashura. Shiamuslimer sörjer profeten Muhammeds dotterson Husayn ibn Alis martyrskap under muharram och speciellt under ashura, eftersom Husayn dog den 10 muharram i slaget vid Karbala. Under ashura uppmärksammas även att Gud frigjorde profeten Musa (Moses) och Israels barn från den dåvarande egyptiske faraonen.

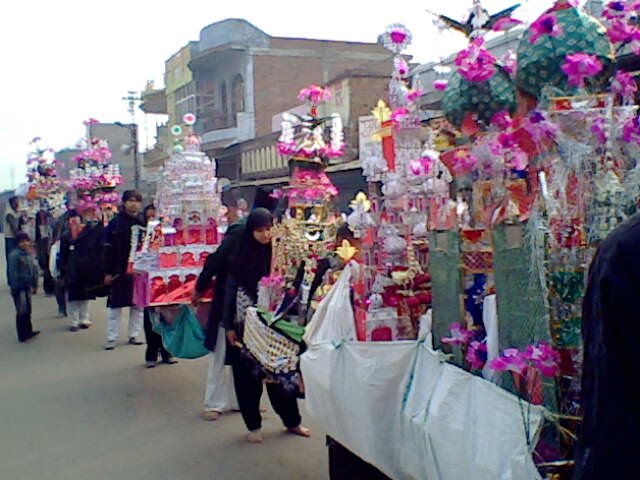
Sorgeprocession i Indien under Muharram